# مربی اسکی
مربی اسکی (ایتالیایی: La maestra di sci) که در کشورهای انگلیسی‌زبان با نام معشوقهٔ اسکی‌باز (انگلیسی: Ski Mistress) منتشر شد، یک فیلم کمدی سکسی سبک ایتالیایی است که در سال ۱۹۸۱ منتشر شد.

## گزیدهٔ بازیگران
- کارمن روسو
- اندی لوئوتو
- چینتسیا د پونتی
- دانیله وارگاس
- جاکومو ریتسو
- گیگو مازینو